# Bromazépam
Le bromazépam, est un médicament anxiolytique appartenant à la classe des benzodiazépines découvert par le laboratoire Roche en 1963. Son développement clinique date des années 1970,. C'est un anxiolytique puissant, mais également un hypnotique efficace, avec également des effets amnésiants, myorelaxants et anticonvulsivants.
Le bromazépam est commercialisé en France sous le nom de marque Lexomil par les laboratoires Roche mais il existe de nombreux génériques depuis que la molécule est tombée dans le domaine public. Il se présente sous la forme de comprimés quadrisécables dosés à 6 mg (sauf en Belgique où il existe une forme dosée à 12 mg).

## Chimie
C'est une 1,4 benzodiazépine, possédant un noyau pyridine à la place du cycle aromatique en position 5.
Elle est substituée en position 7 par un atome de brome, ce qui lui confère des propriétés anxiolytiques. C'est d'ailleurs la seule benzodiazépine bromée mise sur le marché.
Le bromazépam est la seule benzodiazépine à avoir une pyridine comme substituant en position 5 ; toutes les autres ont un cycle benzénique. 

## Pharmacologie

### Pharmacodynamie
Comme la plupart des benzodiazépines, le bromazépam est un régulateur positif allostérique des récepteurs aux benzodiazépines (BZD), complexe protéique en relation avec les récepteurs du GABA. Le GABA (acide gamma-aminobutyrique) est un neurotransmetteur inhibiteur, il réduit l'excitabilité du neurone post-synaptique et joue le rôle de dépresseur du système nerveux central.
En se liant aux récepteurs GABA-BZD, le bromazépam augmente l'affinité du GABA pour ses propres récepteurs. Ainsi, pour une même quantité de GABA libérée, on observera un effet inhibiteur plus important. Le bromazépam fonctionne donc en grande partie en accentuant l'effet d'un neurotransmetteur dépresseur déjà présent dans le système nerveux. Il est, de manière complémentaire, un inhibiteur de recapture de l'adénosine.

#### Effets secondaires
Les effets secondaires sont proportionnels à la dose prise et spécifiques à la benzodiazépine :
- Tolérance[10] : l'effet diminue lors d'une utilisation prolongée ;
- Désinhibition potentielle, de manière similaire à l'ivresse alcoolique ;
- Amnésie antérograde : une personne ne prenant jamais de benzodiazépines a de fortes chances, après un léger surdosage (3 comprimés ou plus), de ne plus avoir aucun souvenir de ce qu'il s'est passé au cours des heures précédentes. Les benzodiazépines à l'action rapide affectent souvent la mémoire épisodique.
- Somnolence plus ou moins forte selon les individus ;
- Chutes multiples dues à l'effet myorelaxant ;
- Risque d'accumulation si prise quotidienne, du fait de sa demi-vie intermédiaire qui ne permet pas d'éliminer totalement une dose en un jour
- Glaucome

#### À haute dose
- Euphorie de courte durée
- Troubles de la mémoire et risque d'amnésie qui est majoré par la prise d'alcool[11]
- Risque de troubles de la personnalité
- Syndrome prolongé de sevrage lors de son arrêt
- Effets paradoxaux (état dépressif, insomnie, nervosité, anxiété, agoraphobie, hyperactivité, agressivité, spasmes et tremblements, cauchemars, etc.)

Et selon la durée du traitement
- Risque de dépendance psychique et physique
- Risque de phénomène de sevrage
- Risque de phénomène de rebond

### Pharmacocinétique
Le bromazépam est une molécule lipophile, et donc de biodisponibilité très élevée par voie orale.
Lors d'une prise orale, la biodisponibilité est de 84 % et le pic de la concentration plasmatique est atteint en moins de 4 heures. Il est métabolisé par des enzymes du sous-groupe Cytochrome P450 en 3-hydroxybromazépam qui se retrouve à hauteur de 27 % dans les urines et le 2-(2-amino-5-bromo-3-hydroxybenzoyl)pyridine qui représente quant à lui 40 %. Il est excrété sous forme inchangé à hauteur de 2 %.
Il possède une demi-vie d'élimination modérée (10 à 20 heures).

## Indications
- Traitement de courte durée de forte anxiété ou des attaques de panique : sous toutes ses formes, en particulier réactionnelle et manifestations somatiques associées à l'anxiété en cas de nécessité de traitement par benzodiazépine[14]
- Prémédication pour diminuer l'anxiété avant une chirurgie[15]
- Sevrage alcoolique : prévention et traitement du delirium tremens. À éviter cependant en cas de cirrhose avec insuffisance hépato-cellulaire[16]
- Dans l'insomnie, quand l'utilisation des hypnotiques a échoué

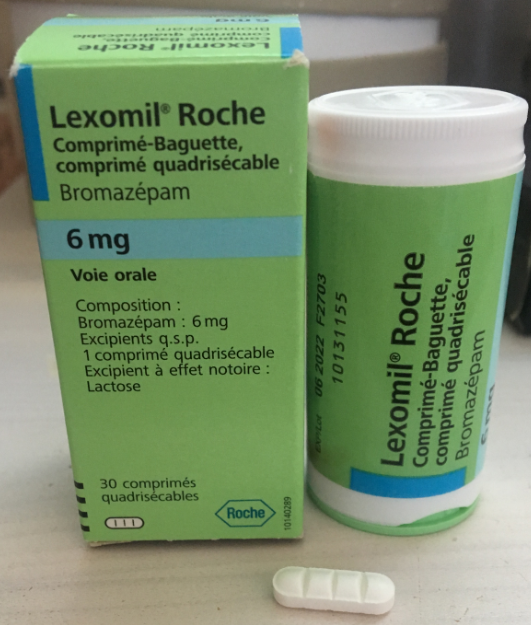
Boîte de Lexomil Roche 6 mg en France

## Contre-indications
- Hypersensibilité au bromazépam
- Insuffisance respiratoire (notamment BPCO)

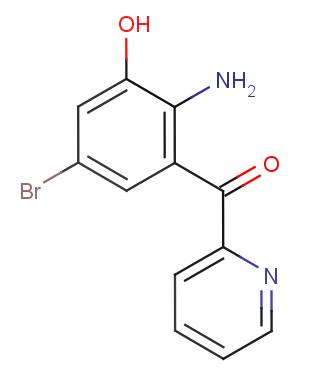
métabolite majeur du bromazépam

- Apnée du sommeil
- Insuffisance hépatique aiguë
- Myasthénie

## Précautions d'emploi
- Prudence si alcoolisme ou autres dépendances
- Chez le sujet présentant un épisode dépressif majeur: le bromazépam doit être accompagné d'un antidépresseur
- Sujet âgé, insuffisant rénal et hépatique : réduire la dose
- Insuffisant respiratoire : vigilance
- Sujet âgé : prudence et réduction de la posologie car le métabolisme est ralenti chez cette population de patients

## Posologie
La posologie varie de 6  à   18 mg par jour (jusqu'à 36 mg en milieu hospitalier) et dépend de la pathologie elle-même et du patient. La posologie quotidienne moyenne du bromazépam est de 6 mg. 